# Санглічці
Санглічці — локальна етнічна група ішкашимців — одного з памірських народів.
Проживають в Афганістані, на лівобережжі верхів'їв річки Пяндж в Афганському Бадахшані, в районі Санглічу.
Розмовляють на сангліцькій мові (діалекті), яка відноситься до східно-іранської гілки іранської групи індоєвропейської мовної родини.
Чисельність близько 100–150 осіб.
Віруючі — мусульмани-шиїти (ісмаїліти).